# Prepoved (sura)
Prepoved (arabsko At-Tahrim) je 66. sura (poglavje) v Koranu, ki jo sestavlja 12 ajatov (verzov). Je medinska sura.
Med opravljanjem molitve (salata oz. namaza) pri tej suri verniki opravijo 2 ruku'ja (priklona).